# USS Louisville (SSN-724)
Lo USS Louisville (hull classification symbol SSN-724) è stato un sottomarino nucleare di classe Los Angeles, quarta nave della Marina degli Stati Uniti a prendere il nome dalla città di Louisville, Kentucky.
Il contratto di costruzione venne assegnato alla divisione Electric Boat della General Dynamics Corporation di Groton (Connecticut) l'11 febbraio 1982 e l'impostazione della chiglia avvenne il 24 settembre 1984. Il varo avvenne il 14 dicembre 1985 sotto il patrocinio della signora Betty Ann McKee (nata Harris), moglie dell'ammiraglio Kinnaird McKee, direttore della propulsione nucleare navale.

## Storia
Il Louisville entrò in l'8 novembre 1986 con il capitano Charles E. Ellis al comando.
Il Louisville ebbe il ruolo di fungere da piattaforma di prova per il prototipo di sonar ARCI BQQ-10, che incorporava componenti di computer standard, consentendo una facile introduzione di aggiornamenti modulari.
Lo USS Louisville transitò nel Canale di Panama nel gennaio 1987 per stabilire la sua base presso la base navale di Point Loma a San Diego come parte del Submarine Squadron 11.
Durante la sua permanenza a San Diego, il Louisville condusse diversi schieramenti del WestPac. Durante il suo dispiegamento nel Westpac nel 1988-1989, il sottomarino classe Los Angeles visitò Corea, Giappone, Tailandia, Filippine e Guam.
Nel gennaio e febbraio 1991, quando iniziò l'operazione Desert Storm, il Louisville effettuò la prima pattuglia di guerra condotta da un sottomarino americano dalla seconda guerra mondiale. La pattuglia iniziò con un transito sommerso ad alta velocità di 14.000 miglia attraverso l'Oceano Pacifico e l'Oceano Indiano fino al Mar Rosso. Poco dopo mezzogiorno del 19 gennaio, lanciò missili da crociera Tomahawk contro obiettivi in Iraq, diventando il primo sottomarino a lanciare Tomahawk in combattimento. Per questa pattuglia di guerra, il Louisville ricevette il Navy Unit Commendation.
Nell'ottobre del 1998 lo USS Louisville lasciò il porto di Pearl Harbor per uno schieramento programmato nel Pacifico occidentale. Il 2 aprile 1999 il sottomarino classe Los Angeles tornò a casa dopo un dispiegamento di sei mesi. Durante il lungo dispiegamento fece scali portuali a Yokosuka in Giappone; a Hong Kong; a Porto di Apra a Guam; e a Brisbane in Australia.
Nel 2003, lo USS Louisville partecipò all'Operazione Iraqi Freedom, lanciando 16 missili Tomahawk dal Mar Rosso contro obiettivi in Iraq. Il suo dispiegamento venne esteso a otto mesi e mezzo a sostegno della campagna. È stata insignita del Navy Unit Commendation per il suo ruolo nell'operazione.
Il Louisville, alla fine del 2008, completò un'ampia revisione a Portsmouth, NH. Tornò nel suo porto base, a Pearl Harbor, nella primavera del 2009 come parte del CSS-3.
Il 26 aprile 2010, lo USS Louisville lasciò la base congiunta di Pearl Harbor-Hickam per uno schieramento programmato nel Pacifico occidentale. Il 5 maggio il sottomarino d'attacco di classe Los Angeles ormeggiò all'ormeggio 13 della base di Yokosuka, in Giappone, per uno scalo di routine in porto. In seguito fece una breve sosta a Sasebo l'8 settembre. Il 29 ottobre, lo USS Louisville tornò al porto di origine dopo un dispiegamento durato sei mesi.
Il 7 febbraio 2012 lo USS Louisville lasciò Pearl Harbor per uno schieramento programmato nel Pacifico occidentale. Il 3 aprile, il sottomarino arrivò alla base navale di Sepanggar per una visita al porto di Kota Kinabalu, in Malesia, e per ottenere servizi di supporto di gara dalla USS Emory S. Land. In seguito, il 16 aprile, fece una breve sosta ad Okinawa. Il 18 aprile, il Louisville arrivò a Fleet Activity Saebo, in Giappone, per una manutenzione di una settimana. Dopo la manutenzione effettuò una ulteriore sosta a White Beach, Okinawa, il 28 aprile. L'11 maggio, l'SSN 724 entrò nel porto di Apra, Guam, per uno scalo di routine. Il 25 giugno il Louisville entrò nella baia di Subic, nella Repubblica delle Filippine, per uno scalo in porto di cinque giorni. Il 20 luglio, il sottomarino arrivò a Fleet Activity Yokosuka, in Giappone, per una visita al porto di una settimana. L'8 agosto 2012, dopo un dispiegamento di sei mesi, lo USS Louisville tornò al porto di Pearl Harbor.
Il Louisville ricevette encomi come il Meritorious Unit Commendations sia per il suo schieramento nel Pacifico occidentale nel 2014-15 che nel 2016-17. Nel 2017, completò un notevole dispiegamento del Comando meridionale degli Stati Uniti per partecipare alla commemorazione del 100º anniversario della forza sottomarina del Cile. In tal modo, passò alla storia come la prima nave da guerra a propulsione nucleare a fare scalo a Talcahuano, in Cile.

### Destino finale
A seguito di un ultimo dispiegamento del comando centrale degli Stati Uniti dal 2018 al 2019, il Louisville cambiò porto di origine nell'ottobre del 2019, trasferendosi a Bremerton, Washington, per lo smantellamento. Il sottomarino venne messo fuori servizio il 6 agosto 2020 e posto in momentanea riserva. Come tutti gli altri recenti sottomarini statunitensi, l'ex Louisville entrò nel programma di riciclaggio di navi e sottomarini della Marina degli Stati Uniti.
Il sottomarino è stato dismesso il 9 marzo 2021 presso il cantiere navale navale e l'impianto di manutenzione intermedia di Puget Sound.
Lo USS Louisville è in attesa di essere smantellato.

## Comandanti
Lista di comandanti dell'USS Louisville e relativa data di assunzione del comando:
1. Comandante Charles Eugene Ellis: 8 novembre 1986;
2. Comandante Charles Barry Beckmann: 24 aprile 1987;
3. Comandante Frank Wood Stewart: 3 aprile 1990;
4. Comandante David Andrew Gove: 23 settembre 1991;
5. Comandante Christopher Robert Earl: 12 febbraio 1994;
6. Comandante Joseph Edward Skinner: 3 luglio 1997;
7. Comandante Russell Theodore Janicke: 18 febbraio 2000;
8. Comandante Michael Ellis Jabaley Jr.: 24 maggio 2002;
9. Comandante David William Kirk: 5 agosto 2004;
10. Comandante John Anthony Sager: 16 marzo 2007;
11. Comandante Lee P. Sisco: 8 gennaio 2010;
12. Comandante Robert D. Figgs: 6 settembre 2012;
13. Comandante David Scott Cox: 12 maggio 2015;
14. Comandante Robert William Rose: 20 ottobre 2017;
15. Comandante Christopher V. Brown: 21 febbraio 2020.